# Medaille voor Uitstekend Werk in de Strijdkrachten
De Medaille voor Uitstekend Werk in de Strijdkrachten (Russisch: Медаль «За отличие в военной службе») werd op 
14 november 1995 ingesteld als een ministeriële onderscheiding van de Russische Federatie. De medaille wordt in drie graden toegekend aan militair personeel van de Buitenlandse Inlichtingendienst:
- De Ie Klasse in nikkel en zilver na 20 jaar dienst, gedragen aan een rood lint met drie groene middenstrepen en gele bies.
- De Ie Klasse in messing na 15 jaar dienst, gedragen aan een rood lint met twee groene middenstrepen en gele bies.
- De Ie Klasse in nikkel na 10 jaar dienst, gedragen aan een rood lint met een groene middenstreep en gele bies.

De medaille wordt toegekend aan het militaire personeel van de Buitenlandse Inlichtingendienst, de Sloezjba Vnesjnej Razvedki, voor burgers en inlichtingenofficieren zijn andere onderscheidingen voorzien. Deze onderscheiding vervangt een eerder gelijksoortige medaille van de KGB die ook in drie graden werd uitgereikt en in 1992, na de val van de Sovjet-Unie, werd afgeschaft.

## De medaille
De ronde medaille draagt op de voorzijde een trofee met een op twee gekruiste zwaarden gelegd centraal wapenschild waarop, naargelang de graad, het cijfer "I", "II" of "III" staat. Daaronder staat het motto "ЗА ОТЛИЧИЕ В ВОИНСКОЙ СЛУЖБЕ". Op de keerzijde staat binnen een lauwerkrans "СЛУЖБА ВНЕШНЕЙ РАЗВЕДКИ РОССИЙСКОЙ ФЕДЕРАЦИИ".
De medaille heeft een diameter van 32 millimeter en wordt op de linkerborst gedragen aan een vijfhoekig gevouwen lint.
Op een dagelijks uniform mag men een baton in de kleuren van het lint dragen.